# Liste des évêques de Gboko
cette page présente la liste des évêques de Gboko (Dioecesis Gbokensis).
L'évêché nigérian de Gboko est créé le 29 décembre 2012, par détachement de celui de Makurdi.

## Sont évêques
- depuis le 29 décembre 2012 : William Avenya (William Amove Avenya)

## Sources
- L'ANNUAIRE PONTIFICAL, sur le site http://www.catholic-hierarchy.org, à la page